# رود راوی (داستان)
رود راوی عنوان رمانی است از ابوتراب خسروی نویسنده ایرانی و ناشر آن نشر قصه است.

## خلاصه داستان
فرزند یکی از رهبران فرق مذهبی غیررسمی برای تحصیل پزشکی به شهر لاهور می‌رود تا بتواند در آینده به سایر اعضای فرقه خدمت برساند. اما وی (که خود راوی قصه نیز هست) به جای تحصیل به فرق مخالف فرقه خود می‌پیوندد. سپس به شهر خود رونیز برمی‌گردد و در آنجا رهبر فرقه، وی را مأمور به نگارش تاریخ فرقه می‌کند.

## فضای داستان
رود راوی در فضایی غریب و سورئالیستی می‌گذرد. نویسنده گاه به عناصری از زمان معاصر نیز ارجاع می‌دهد و گویا با این شیوه می‌خواهد نشان دهد که آنچه در این شهر می‌گذرد هنوز و در دوران ما نیز ممکن است واقعیت داشته باشد.